# Włodawa (Landgemeinde)
Die Gmina wiejska Włodawa ist eine Landgemeinde im Powiat Włodawski der Woiwodschaft Lublin in Polen, Sitz der Gemeinde ist die Kreisstadt Włodawa, die jedoch der Gmina nicht angehört. Die Gmina hat eine Fläche von 243,7 km² und 6023 Einwohner (Stand 31. Dezember 2020).

## Geographie

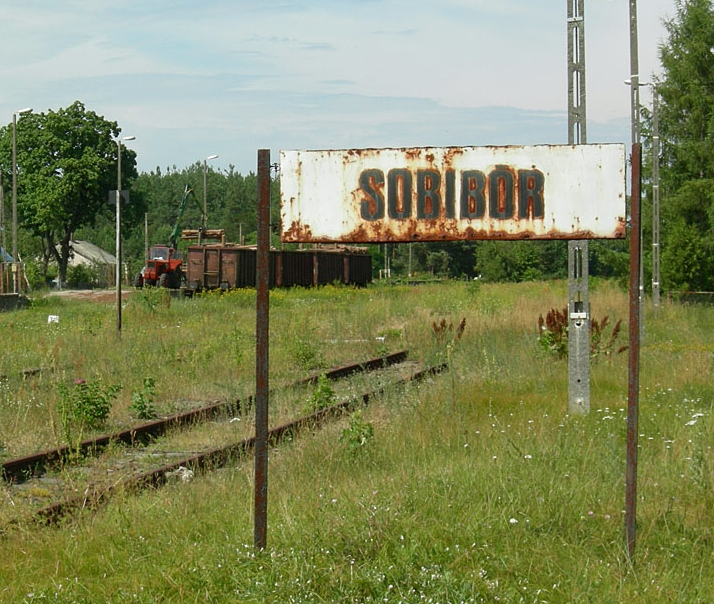
Bahnstation Sobibór, Endstation für Hunderttausende

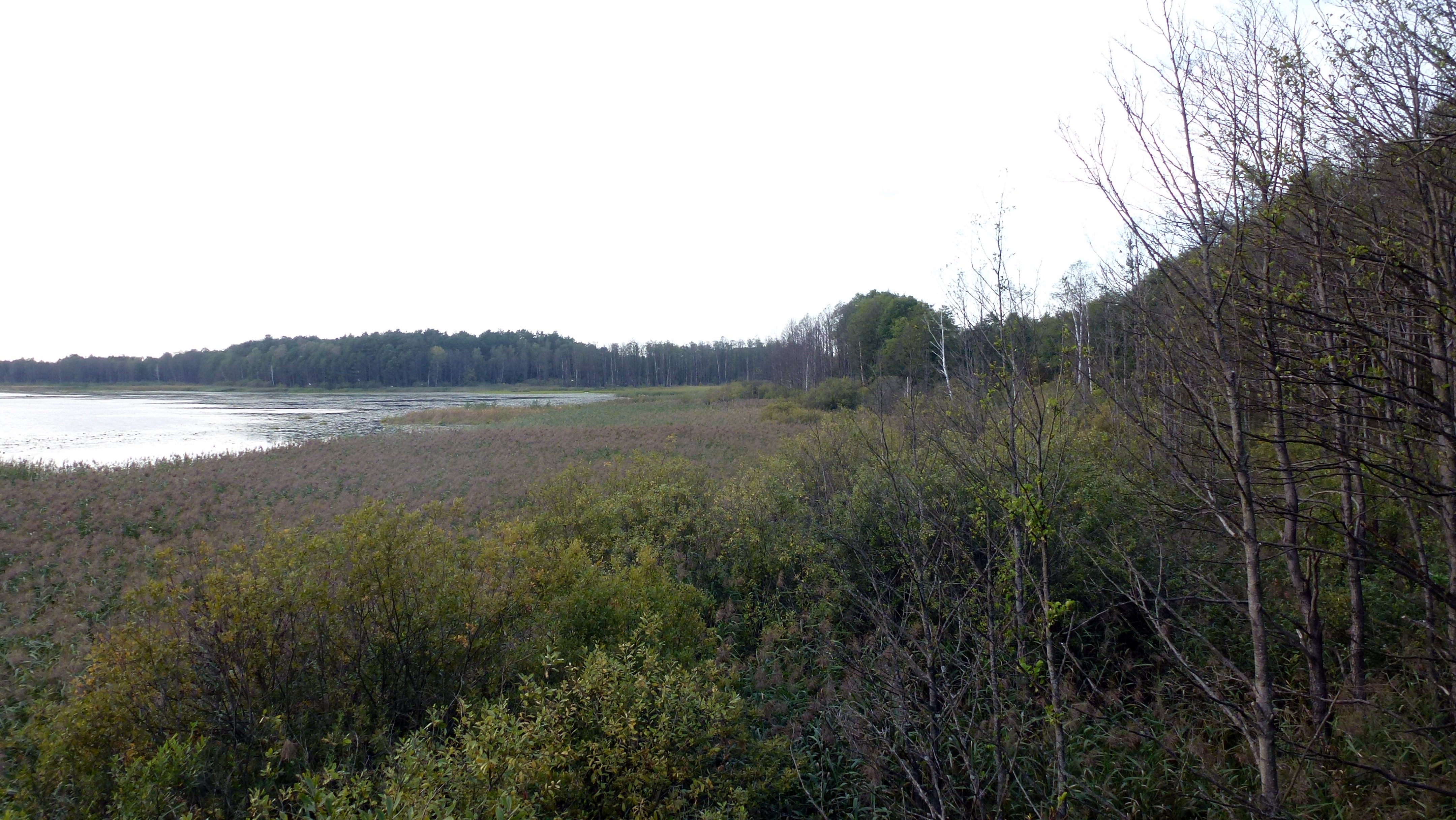
Landschaftspark Sobibór

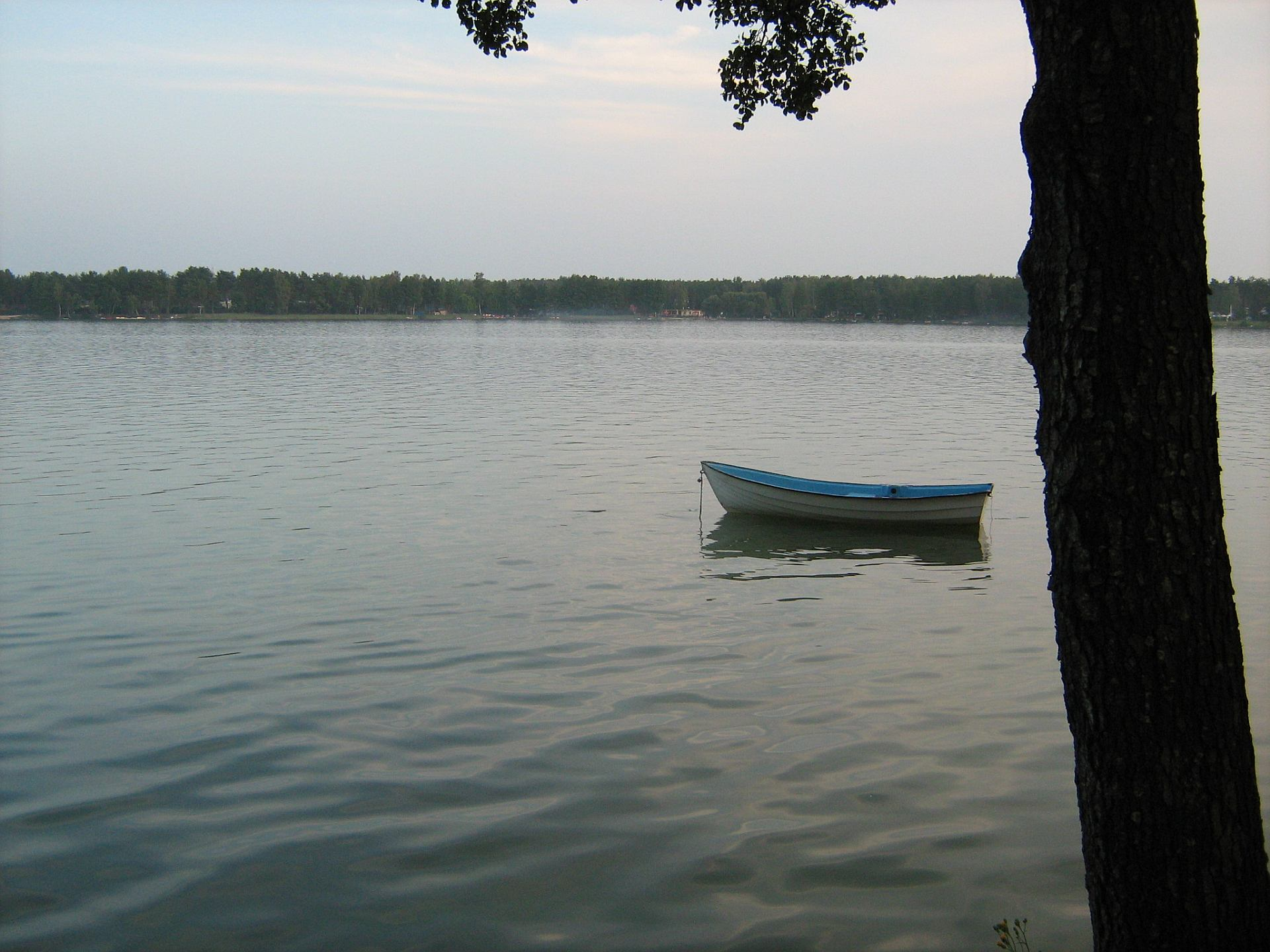
Jezioro Białe in Okuninka (Weißer See)

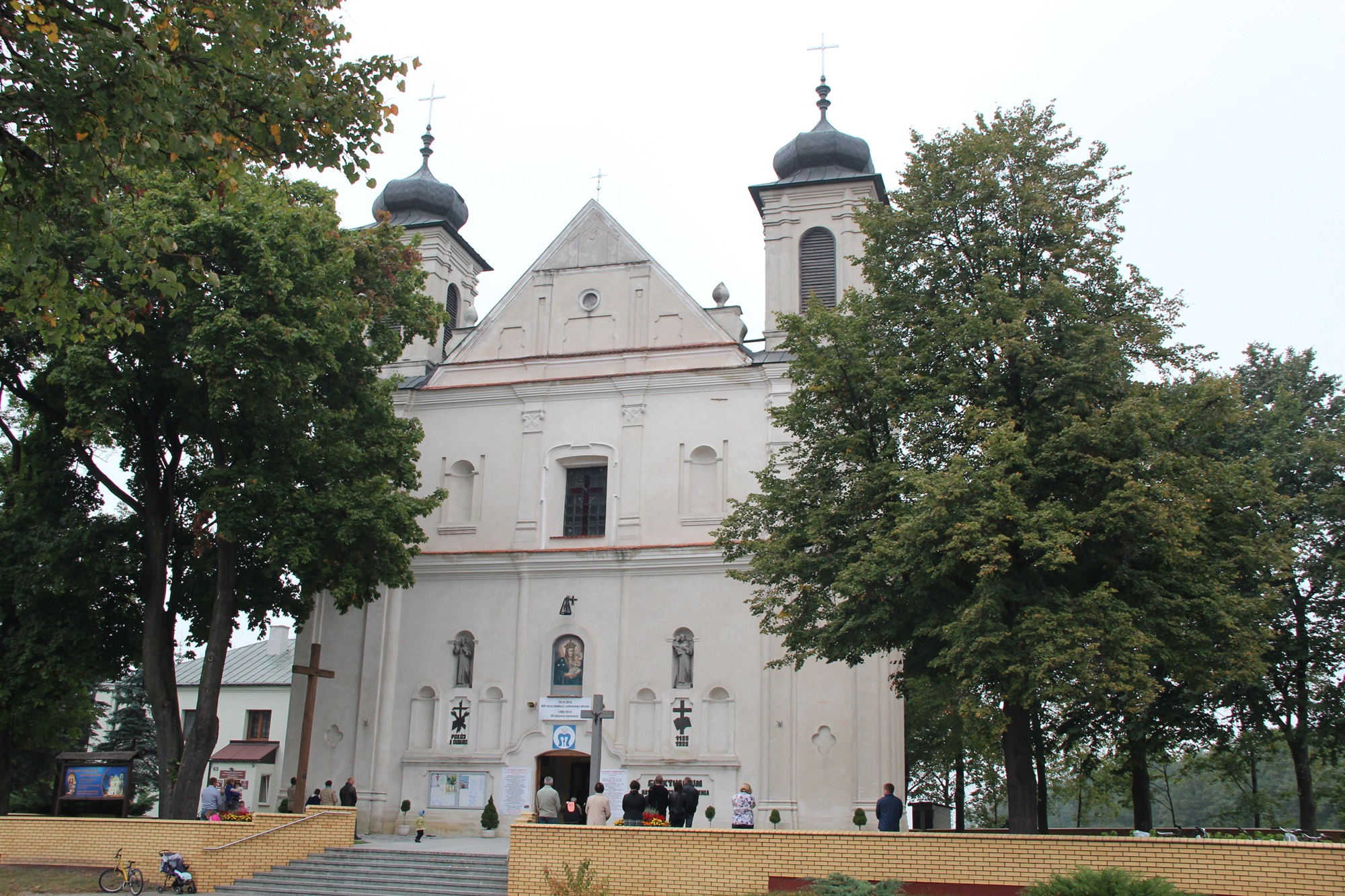
St. Johannes in Orchówek

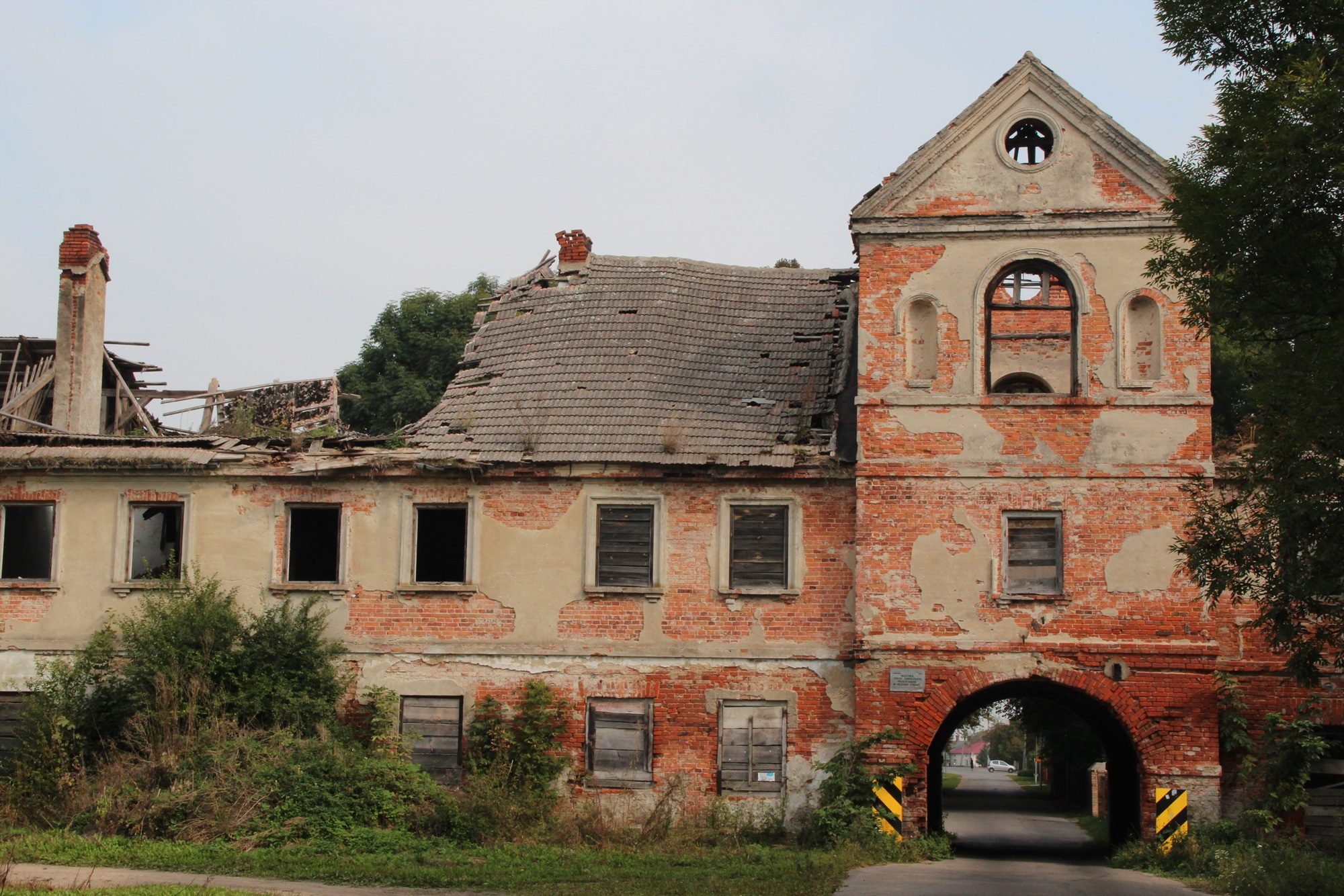
Ruinen des Gutshofs in Różanka

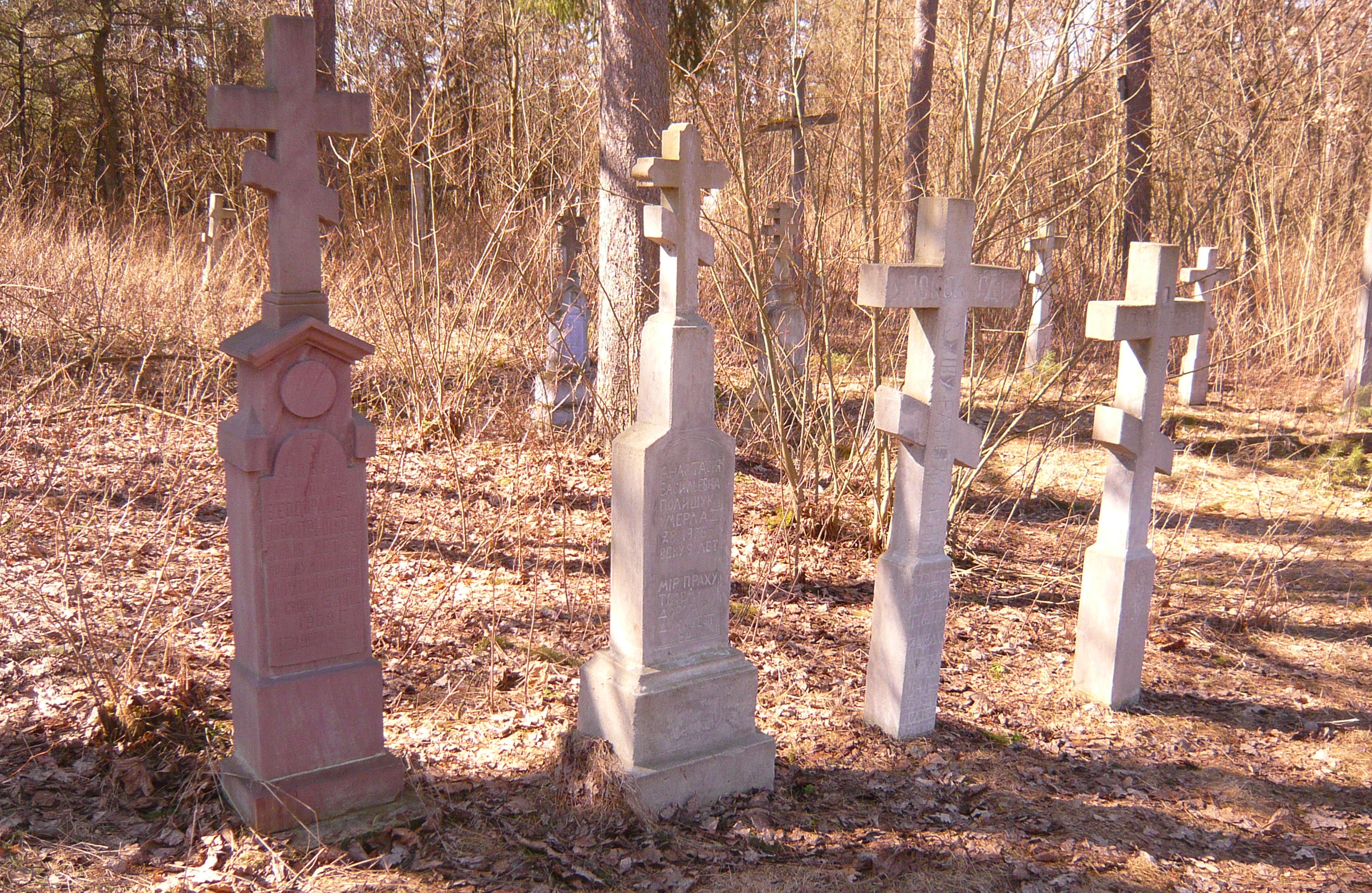
Orthodoxer Friedhof in Sobibór

Die Landgemeinde grenzt an die Landgemeinden Hanna, Hańsk, Wola Uhruska, Wyryki und die Stadt Włodawa. Die Kreisstadt trennt die Gmina in zwei Teile. Der nördliche Teil grenzt im Osten an Belarus, der südliche an die Ukraine. Fast die Hälfte (47 %) des Gemeindegebiets ist bewaldet.

## Geschichte

### Vernichtungslager Sobibor
In der Nähe des Ortes befand sich während der deutschen Besetzung Polens das Vernichtungslager Sobibor (1942–1943). Die Zahl der überwiegend jüdischen Ermordeten im Lager Sobibór wird auf 150.000 bis 250.000 Menschen geschätzt. Es wurde von der SS als zweites, viel größeres Vernichtungslager nach Belzec im Rahmen der Aktion Reinhardt errichtet und trug damals den Namen SS-Sonderkommando.
Die rund 600 zu diesem Zeitpunkt noch lebenden Gefangenen dieses deutschen Konzentrationslagers befreiten sich am 14. Oktober 1943 durch einen Aufstand gegen die SS-Wachen selbst. Nach dem Aufstand von Treblinka im Vernichtungslager Treblinka am 2. August 1943 war der Aufstand von Sobibór unter der Leitung von Alexander Petscherski und Leon Feldhendler der zweite erfolgreiche Widerstand in den Vernichtungslagern. Er wurde auch durch den Film Flucht aus Sobibor bekannt.

### Verwaltungsgeschichte
Von 1975 bis 1998 gehörte die Gmina zur Woiwodschaft Chełm.

## Gliederung
Zur Gmina Włodawa gehören folgende 16 Schulzenämter:
Korolówka
Korolówka-Kolonia (Kolonie)
Korolówka-Osada (Siedlung)
Krasówka
Luta
Okuninka
Orchówek
Różanka
Sobibór-Wieś (Dorf)
Sobibór-Stacja (Bahnstation)
Stawki
Suszno
Szuminka
Wołczyny
Żłobek
Żuków
Weitere Orte der Landgemeinde sind Adamki, Połód und Żłobek Mały.

## Kultur

### Gedenkstätte Sobibor
- Gedenkstätte Sobibor mit Mahnmal, Mausoleum und Himmelsstraße

### Baudenkmale in der Gmina
- St. Johannes-Kirche in Orchówek
- St. Augustinus-Kirche in Różanka
- Ruinen des Gutshofs in Różanka
- Getreidespeicher in Różanka
- Orthodoxer Friedhof in Sobibór

## Natur
Auf dem Gebiet der Gemeinde befinden sich der 112 km² große polnische Landschaftspark Sobiborski Park Krajobrazowy mit sechs Naturreservaten. Zu den Erholungsgebieten zählt der Jezioro Białe (Weiße See) in Okuninka.